# Юлия Рябчинска
Юлия Петровна Рябчинска (на украински: Ю́лія Петрі́вна Рябчи́нська; моминско име – Бабак; 21 януари 1947 г., Песчанка, Виницка област, Украинска ССР – 13 януари 1973 г., Поти, Грузинска ССР) е украинска съветска каякарка, олимпийска шампионка през 1972 г. и световна шампионка през 1971 г., заслужил майстор на спорта на СССР (1972).

## Биография
Юлия Рябчинска започва спортния си път, когато е слешателка на курсове за медицински сестри във Виница, с треньор Анатолий Иванов. Тя се качва за първи път на лодка на 20-годишна възраст, скривайки от треньора неумението си да плува. Първите официални състезания на Рябчинска са гонките за Купата на Голям Днепър, където тя сензационно завършва първа.
През 1968 г., на украинското първенство в Донецк, тя заема второ място, след като покрива норматива за майстор на спорта.
През 1969 г., на шампионата на СССР в Хмелницки, тя заема 4-то място в състезания на четворка каяк и 5-то място в двойка каяк.
През 1970 г. тя отново става пета в двойката на шампионата на СССР и шеста в четворката.
През 1971 г. Рябчинска, която се състезава за „Локомотив“ Одеса, на заключителния тренировъчен лагер в Тракай преди Олимпийските игри в Мюнхен, печели решителната надпревара срещу двукратната олимпийска шампионка Людмила Пинаева за правото да представя страната на Олимпийските игри. „Неистовото трудолюбие, постоянството и великолепните качества на боец заставиха треньорите на националния отбор да ѝ обърнат внимание. Талантливата каякарка беше включена в националния отбор и през 1971 г. на световното първенство в Белград тя получи първите си златни медали в щафетното състезание в представянето в четворка каяк“, пише олимпийският шампион от Сеул Иван Клементиев.
1972 г. е съдбоносна година в кариерата на спортистката. На олимпийския гребен канал „Фелдмохинг“ на разстояние 500 м на единичен каяк, Рябчинска демонстрира майсторска класа: 132 загребвания в минута и предимство на финала пред най-близката съперница от четири метра (0,86 сек).
На 13 януари 1973 г. Юлия Рябчинска трагично загива по време на тренировъчен лагер в Поти, Грузия, удавяйки се в река Капарча. Лодката на олимпийската шампионка се преобръща в ледената вода, когато спортистите, участвали в тренировъчните състезания, се връщат в олимпийската база.
Първоначално искат да погребат Юлия Рябчинска в Одеса на Алеята на славата, което е подкрепено със специално разрешение от първия секретар на Централния комитет на Комунистическата партия на Украйна, Владимир Шчербицки. Но в последния момент съпругът ѝ, Александър, настоява тя да бъде погребана в родната си Песчанка.
През 1973 г. с решение на Държавния комитет по спорта на СССР е създаден ежегодният Международен мемориал „Юлия Рябчинска“, който, до разпадането на Съветския съюз, се провежда в Москва на гребния канал в Крилатское и се смята за едно от най-престижните състезания в света на гребането. По-късно турнирът мигрира в Украйна, провежда се в Тернопол, Днепропетровск, Житомир. За първи път състезанието се провежда в Одеса, където тя е тренирала и работила, през 2000 г. и постига голям успех.
В Одеса, по инициатива на треньора на Рябчинска Генадий Дяченко, е открит Музей на спортната слава „Юлия Рябчинска“.

## Награди и постижения
- Орден Почетен знак.
- Олимпийски шампион през 1972 г. (единичен каяк, 500 м).
- Световен шампион през 1971 г. (каяк-четворка: заедно с Екатерина Куришко, Наталия Бойко и Людмила Пинаева).
- Шампион на СССР през 1971 г. (каяк-четворка и щафета 4 × 500 като част от националния отбор на Украйна заедно с Л. Маслий, Г. Бойко и Е. Куришко).
- Сребърен медалист от шампионата на СССР през 1971 г. (единична каяк, 500 м).
- Бронзов медалист от шампионата на СССР през 1972 г. (двойка каяк с Г. Осминина).